# آنا کارترت
آنا کارترت (انگلیسی: Anna Carteret؛ زادهٔ ۱۱ دسامبر ۱۹۴۲) بازیگر اهل بریتانیا است. وی از سال ۱۹۶۴ میلادی تاکنون مشغول فعالیت بوده‌است.
از فیلم‌ها یا مجموعه‌های تلویزیونی که وی در آن‌ها نقش داشته‌است، می‌توان به شهر هالبی، تلفات و پوآرو اشاره نمود.